# Luis Paulino Siles
Jesus Luís Paulino Siles Calderón (13 december 1941) is een voormalig voetbalscheidsrechter uit Costa Rica, die onder meer actief was op het WK voetbal 1982 in Spanje. Daar leidde hij twee wedstrijden: Brazilië – Schotland (4-1) en Polen – België (3-0). Siles floot tevens wedstrijden op de Olympische Spelen 1980 (Moskou, Sovjet-Unie) en de Olympische Spelen 1984 (Los Angeles, Verenigde Staten).

## Interlands
| Datum           | Plaats    | Wedstrijd            | Uitslag | Type              | Kreeg geel | Kreeg voor de tweede keer geel en dus rood | Weggestuurd |
| --------------- | --------- | -------------------- | ------- | ----------------- | ---------- | ------------------------------------------ | ----------- |
| 24 juli 1980    | Leningrad | Venezuela – Zambia   | 2 – 1   | Olympische Spelen | 1          | 0                                          | 0           |
| 18 juni 1982    | Sevilla   | Brazilië – Schotland | 4 – 1   | WK-eindronde      | 0          | 0                                          | 0           |
| 28 juni 1982    | Barcelona | Polen – België       | 3 – 0   | WK-eindronde      | 1          | 0                                          | 0           |
| 31 juli 1984    | Annapolis | Chili – Qatar        | 1 – 0   | Olympische Spelen | 2          | 0                                          | 0           |
| 6 augustus 1984 | Palo Alto | Brazilië – Canada    | 1 – 1   | Olympische Spelen | 2          | 0                                          | 0           |